# Maria Francesca de Bragança
Maria Francesca de Bragança (Palau de Queluz 1800 - Alverstoke, 1834) va ser una infanta de Portugal de la Casa dels Bragança amb el tractament d'altesa reial. Casada amb el pretendent carlista al tron d'Espanya Carles Maria Isidre de Borbó.
Nascuda el dia 22 d'abril de 1800 al Palau de Queluz a les proximitats de Lisboa, sent filla del rei Joan VI de Portugal i de la infanta Carlota Joaquima d'Espanya. Neta per via paterna del rei Pere III de Portugal i de la reina Maria I de Portugal ho era per via materna del rei Carles IV d'Espanya i de la princesa Maria Lluïsa de Borbó-Parma.
Educada a la conservadora cort de Lisboa s'exilià junt amb la resta de la família reial portuguesa al Brasil arran de l'ocupació del país per part dels exèrcits francesos de Napoleó Bonaparte.
Casada el dia 4 de setembre per poders a Cadis i ratificat el dia 22 de setembre de 1816 en persona al Palau Reial de Madrid amb l'infant Carles Maria Isidre de Borbó, fill de rei Carles IV d'Espanya i de la princesa Maria Lluïsa de Borbó-Parma. La parella visqué a la Cort de Madrid i tingueren tres fills:
- SAR l'infant Carles de Borbó, comte de Montemolín, nat a Madrid el 1818 i mort a Trieste el 1861. Es casà el 1850 al Palau de Caserta amb la princesa Maria Carolina de Borbó-Dues Sicílies.

- SAR l'infant Joan de Borbó, comte de Montizón, nat al Palau d'Aranjuez el 1822 i mort a la localitat anglesa de Brighton el 1887. Casat el 1847 a Mòdena amb l'arxiduquessa Maria Beatriu d'Àustria-Este.

- SAR l'infant Ferran de Borbó i de Bragança, nat el 1824 a Madrid i mort poc abans que el seu germà gran Carles a Brunse, Estíria, Àustria, el 1861.

A partir de l'any 1832 seguí el seu marit en el periple que el feu voltar per la península a conseqüència de la no acceptació de la Pragmàtica Sanció que abolia la Llei Sàlica i permetia l'accés al tron a la infanta Isabel, futura reina Isabel II d'Espanya.
Des de 1832, Maria Francesca va seguir el seu marit en el periple que va fer en recórrer la península com a conseqüència de la seva negativa d'acceptar la Pragmàtica Sanció de 1830, que abolia la Llei Sàlica i permetia l'accés al tron de la infanta Isabel, futura Isabel II d'Espanya. El 12 de juny de 1834 van arribar a Anglaterra, acompanyats dels seus fills, la princesa de Beira i altres seguidors. A finals de juny es van instal·lar a Gloucester Lodge, una residència d'Old Brompton, un suburbi de Londres.
L'any 1834 morí a Anglaterra on el seu marit es trobava retingut per evitar la seva entrada de nou a la península. A la seva mort, la seva germana es va fer càrrec dels seus fills, i el 1838 es va casar amb l'infant Carles.
Va ser acadèmica d'honor i de mèrit de la Reial Acadèmia de Nobles i Belles Arts de Sant Lluís.